# 中華時報
《中华时报》（英語：China Times）简称中时（CT），2009年12月，曾晓辉在香港创办；现任董事长兼社长为曾晓辉。是一家集新闻、商业、互联网、电视、数字财经于一体的全球华人媒体。
目前在两岸三地和美洲、欧洲、非洲、中东及其他亚太地区建有数十个分支机构，有英文、阿拉伯文、中文、法文、日文、俄文、印度文等出版专刊和专业网站。全球建有20个总分社。《中华新闻通讯社》的专业采编人员合共达2000余名。中华报业集团旗下《中华摄影报》、《香港特区画报》、《今日美术报》等所刊登的新闻、故事、艺文、艺术家作品等，也将全部同步播发于《中华时报》官网和《中时网》。《中华时报》还发布多家通讯社等媒体的最新采访报道、影视作品。《中华新闻通讯社》英文报道的中译版本，本土中文作者、专栏作家为《中华时报》撰写的原创稿件，各类杂志报道精选，各类好书推荐，特选球赛文字转播，与国内知名游戏网站合作推出娱乐大餐，新电影预告等。提供“聊聊吧”网络讨论平台。

## 历史沿革
《中华时报》由曾晓辉创刊于2009年12月，经批准成立为日报 。2010年推出《中华时报中文网》 ，2014年推出手机版《中时网》。
为扩大经营，2012年与金融机构重组了“中华时报传媒集团”，并在广州、台湾、英国等多个地区设立了分社并挂牌。
2018年，在绍兴举办了国际城市文化论坛等活动后，决定从此年起，每年举办一次国际城市文化论坛活动，如在阳春举办的2019年国际城市文化论坛与一系列活动。
2019年，香港《中华时报》迎来十周年，并于此年在香港、澳门、阳春、台湾等地举办了“中华时报创刊十周年庆典活动”和系列艺术展览和论坛。

## 报纸板块及栏目
- 一版：要闻版
- 二版、三版：综合社会新闻版
- 四版、五版：专版与特版
- 六版、七版：综合文化新闻版
- 八版：国际时事类新闻版

## 活动纪事
2018年举办了国际城市文化论坛—走进历史文化名城（绍兴）活动。
2019年举办了第十三届“中华时报杯”城市少儿围棋赛、广州亚洲美食节、《一人一笔一故事》暨《情满香江 —香港画院 ·中国画作品展》、第三届阳春荷花节、2019国际城市文化论坛、庆澳回归「筑铸梦想．青苗之光」等活动。
2020年举办了2020亚太艺术双年展、“守望相助 共渡疫关”——线上抗疫主题国际艺术作品展、2020紫荆花诗歌奖·“全球抗疫诗歌公益大赛”等活动

## 外部連結
- （繁體中文）（简体中文）中华时报网（页面存档备份，存于）
- （繁體中文）（简体中文）中华时报中文网（页面存档备份，存于）
- （繁體中文）（简体中文）中时网（页面存档备份，存于）